# Hala widowiskowo-sportowa w Luboniu
Hala widowiskowo-sportowa w Luboniu to pierwszy pod względem wielkości i nowoczesności  tego typu obiekt w powiecie poznańskim. Główna hala o powierzchni 1204,46 m² przystosowana jest do gry w piłkę ręczną, siatkówkę, koszykówkę oraz futsal. Na piętrze obiektu znajduje się sala gimnastyczna o wielkości 132,96 m² przeznaczona do aerobiku, jogi, czy treningu sztuk walki; oraz wyposażona w 22 rowery sala do spiningu, o powierzchni 71,89 m². Jedynym pomieszczeniem, które jak na razie nie zostało oddane do użytku jest niezależne, owalne pomieszczenie wielkości 421,5 m², docelowo mające stać się klubem fitness wraz z punktem gastronomicznym.

## Dane techniczne
- powierzchnia: 3290,46 m²
  - parter: 2659,7 m²
  - piętro I: 469,58 m²
  - piętro II: 161,18 m²
- kubatura: 26 960 m³